# کریستوبال بالینسیاگا
کریستوبال بالینسیاگا (انگلیسی: Cristóbal Balenciaga; ۲۱ ژانویهٔ ۱۸۹۵ – ۲۳ مارس ۱۹۷۲) طراح و کارآفرین اهل اسپانیا بود، که در سال ۱۹۱۹ شرکت کالای لوکس و خانه مد بالینسیاگا را تأسیس نمود. این شرکت امروزه از برندهای زیرمجموعه گوچی بشمار می‌آید و متعلق به گروه فرانسوی کرینگ می‌باشد.